# Felipe S. Paredes
Felipe S. Paredes fue un catedrático de la Universidad de San Antonio Abad y político peruano. 
En 1881 formó parte de la Asamblea Nacional de Ayacucho convocado por Nicolás de Piérola luego de la Ocupación de Lima durante la Guerra del Pacífico. Este congreso aceptó la renuncia de Piérola al cargo de Dictador que había tomado en 1879 y lo nombró presidente provisorio. Sin embargo, el desarrollo de la guerra generó la pérdida de poder de Piérola por lo que este congreso no tuvo mayor relevancia.
Fue elegido senador suplente por el departamento del Cusco en 1897 hasta 1900 y reelecto entre 1901 y 1902 durante los mandatos de los presidentes Manuel Candamo Iriarte, Nicolás de Piérola y Eduardo López de Romaña en el inicio de la República Aristocrática.
Durante el rectorado de Albert Giesecke en la Universidad de San Antonio Abad, Paredes tuvo a su cargo la cátedra de literatura antigua y moderna y literatura castellana en la facultad de letras.